# Маяк (Добропольский район)
Маяк (укр. Маяк) — посёлок в Добропольском районе Донецкой области Украины.
Население по переписи 2001 года составляло 274 человека. Почтовый индекс — 85053. Телефонный код — 6277.

## Местный совет
85053, Донецкая обл., Добропольский р-н, с. Никаноровка, ул. Мира, 1